# Евкриптит
Евкриптит — мінерал, алюмосилікат літію із формулою LiAlSiO4. Він кристалізується в тригонально-ромбоедричній кристалічній системі. Зазвичай має зернисту або масивну форму і може псевдоморфно замінювати сподумен. Має крихкий до конхоїдального злам і нечіткий розкол.
Колір — від прозорого до напівпрозорого і змінюється від безбарвного до білого до коричневого.
Твердість за Моосом 6,5, питома вага 2,67.
Оптично одновісний позитивний із значеннями показника заломлення nω = 1,570 — 1,573 і nε = 1,583 — 1,587.
Типові прояви спостерігаються в багатих на літій пегматитах в асоціації з альбітом, сподуменом, петалітом, амблігонітом, лепідолітом і кварцом.
Евкриптит виникає як вторинний продукт зміни сподумену.
Вперше мінерал було описано в 1880 році, за знахідкою в типовій місцевості Бранчвілл, штат Коннектикут. Назва походить від давньогрецьких слів εὐ [ев] — «добрий» або «прекрасний» і κρυπτός [криптос] — «прихований» або «таємний», тобто добре прихований. Назва пов'язана з тим, що евкриптит зазвичай зустрічається в тісному зрощенні з альбітом і тому важко піддається аналізу.